# HD 47431
HD 47431，又名BD+04 1365，SAO 114194、HR 2441，是一颗恒星，视星等为6.57，位于銀經207.31，銀緯-0.65，其B1900.0坐标为赤經6h 33m 31.1s，赤緯+4° -0.65′ 18″。